# Predatory Void
Predatory Void est un groupe belge de post-, sludge et black metal, originaire de Gand, en Région flamande. Formé en 2021, le groupe fait partie du collectif Church of Ra, on y retrouve notamment Tim de Gieter et Lennart Bossu, tous deux membres de Amenra.

## Histoire
Predatory Void est né lors de la période de confinement causée par la pandémie de Covid-19. Lennart Bossu (Oathbreaker, Amenra, Living Gate) incapable de tourner ou de faire d'autres activités à cause des restrictions, a commencé à composer sans avoir de direction précise, jusqu'au moment où il a trouvé que certaines compositions avaient une certaine cohérence d'ensemble. Il a ensuite commencé à recruter des musiciens pour donner vie au projet qui deviendra Predatory Void. Le premier critère de sélection a été géographique. Afin d'éviter les complications dues à la distance, il fallait que les membres soient proches les uns des autres. Lennart Bossu connaissait déjà Thijs De Cloedt (Cobra the Impaler, ex-Aborted) depuis plus de 20 ans et Tim De Gieter avec qui il joue dans Amenra. Il a découvert l'existence de Lina R. grâce à l'album qu'elle a sorti avec son groupe Cross Bringer en 2020, et surtout qu'elle habitait presque à côté de chez lui. Le dernier membre est Vincent Verstrepen (Carnation).
Sans même avoir sorti de musiques sorties, Predatory Void est annoncé au Soulcrusher Festival 2022 qui a lieu du 21 au 22 octobre à Nimègue,. Le 25 novembre, ils sont annoncés pour l'édition 2023 de l'Alcatraz Festival. Puis en janvier 2023, ils sont annoncés au Roadburn Festival de la même année. Le groupe commence alors à promouvoir sa musique et à sortir des singles accompagnés de clips. S'enchaînent les titres *(struggling...) , Endless Return to the Kingdom of Sleep et Grovel. Leur premier album, Seven Keys to the Discomfort of Being, paraît le 21 avril 2023 via le label Century Media Records. Il est suivi de la sortie du clip de Funerary Vision réalisé par Dehn Sora.
Le 19 novembre 2023, le groupe annonce officiellement le départ de Tim De Gieter sur ses réseaux sociaux. Celui-ci a décidé de se focaliser sur ses principaux projets Amenra et Doodseskader. Il est remplacé par Kris Auman, bassiste de Endlingr, qui a déjà joué quelques shows avec Predatory Void avant l'annonce officielle de son arrivée.

## Membres

### Membres actuels
- Lina R – chant (depuis 2021)
- Lennart Bossu – guitare (depuis 2021)
- Thijs De Cloedt – guitare (depuis 2021)
- Kris Auman – basse (depuis 2023)
- Vincent Verstrepen – batterie (depuis 2021)

### Membres passés
- Tim De Gieter – basse (2021–2023)

## Discographie

### Albums studio
- 2023 : Seven Keys to the Discomfort of Being

### EP et singles
- 2023 : *(struggling...)
- 2023 : Endless Return to the Kingdom of Sleep[9]
- 2023 : Grovel[10]
- 2023 : Funerary Vision